# ビルバオ大聖堂
ビルバオ大聖堂（スペイン語: Catedral de Bilbao）は、スペイン・バスク州ビスカヤ県ビルバオのカスコ・ビエホ地区にあるローマ・カトリックの大聖堂。正式名称はサンティアゴ大聖堂（スペイン語: Catedral de Santiago、バスク語: Donejakue Katedrala）。

## 歴史
1397年にビルバオの教区教会として建設が開始され、15世紀半ばまでに完成を見た。
1913年にはサッカークラブのアスレティック・ビルバオのホームスタジアムである旧サン・マメスが開場したが、旧サン・マメスはビルバオ大聖堂に因んで「ラ・カテドラル」(La Catedral)という愛称で知られている。アスレティック・ビルバオのエンブレムに描かれているのは、ビルバオ大聖堂ではなくサン・アントン教会とサン・アントン橋である。
1931年6月3日には重要文化財(BIC)に指定された。1950年には公式にビルバオ教区が設置され、大聖堂（司教座聖堂）として宣言された。

## ギャラリー

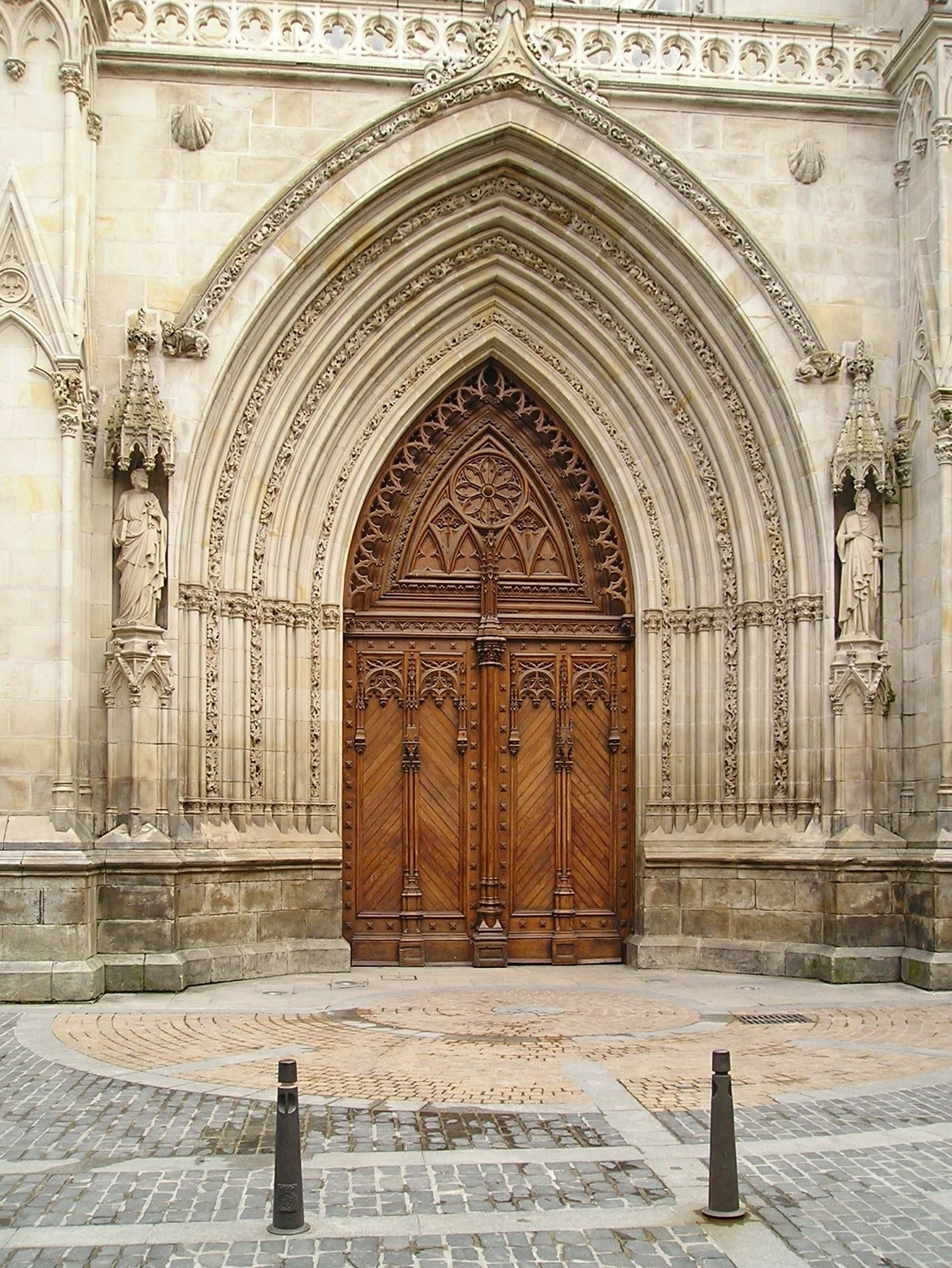
ゴシック・リヴァイヴァル建築の正面玄関
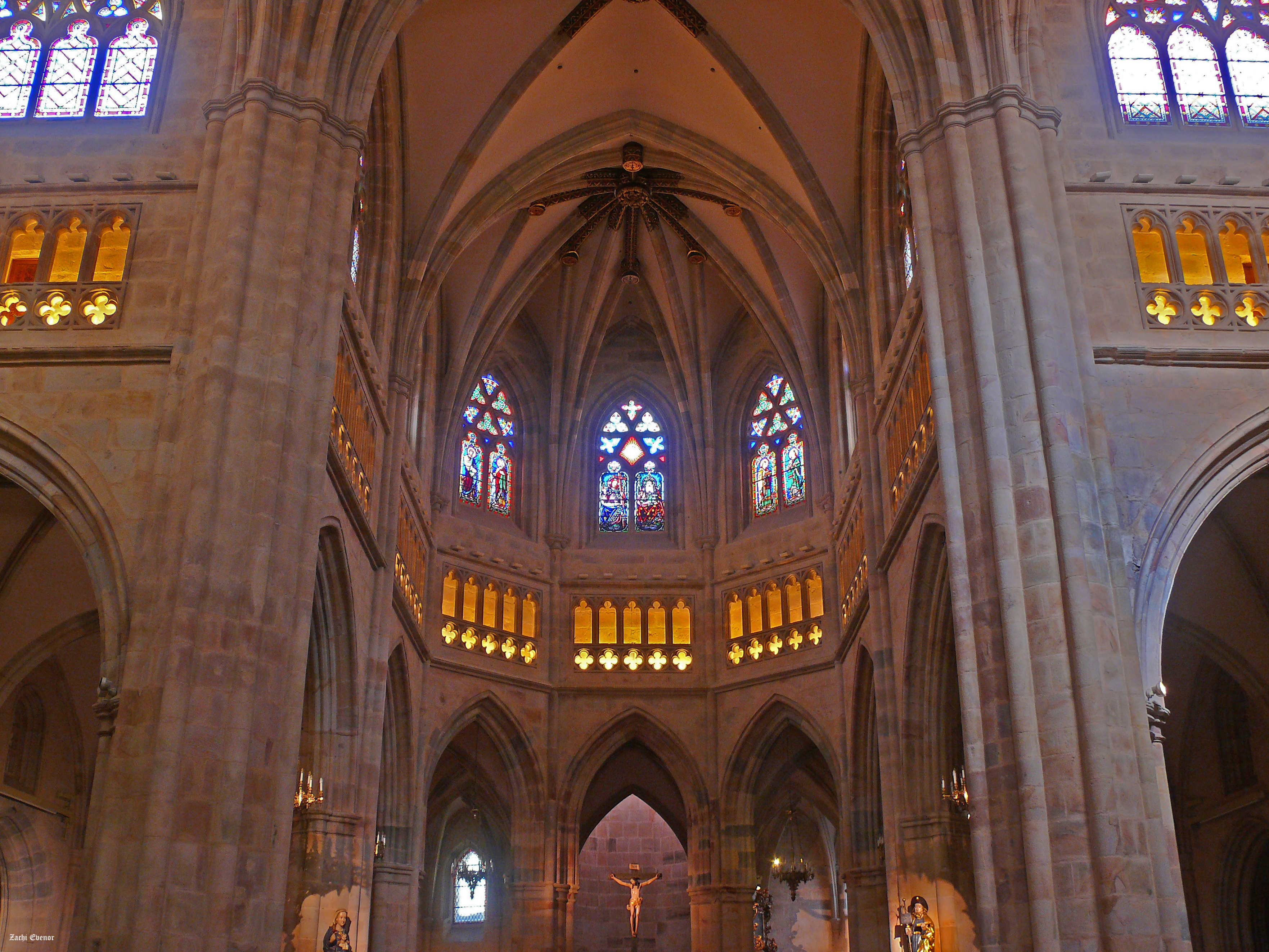
聖歌隊席